# Ральф Невілл

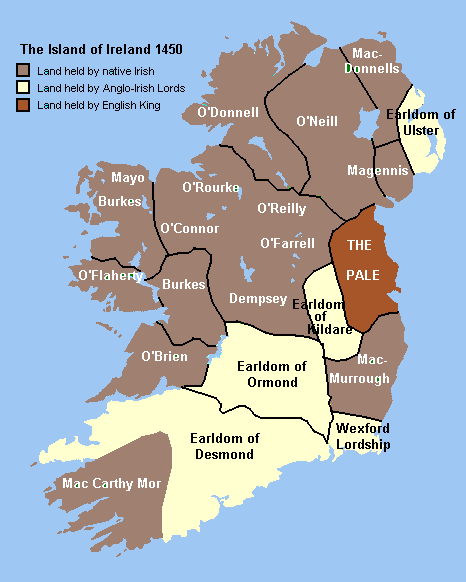
Ірландія в середні віки. Показані англійські володіння, володіння графів Ормонд та Фіцджеральд, володіння незалежних ірландських кланів та королівств.

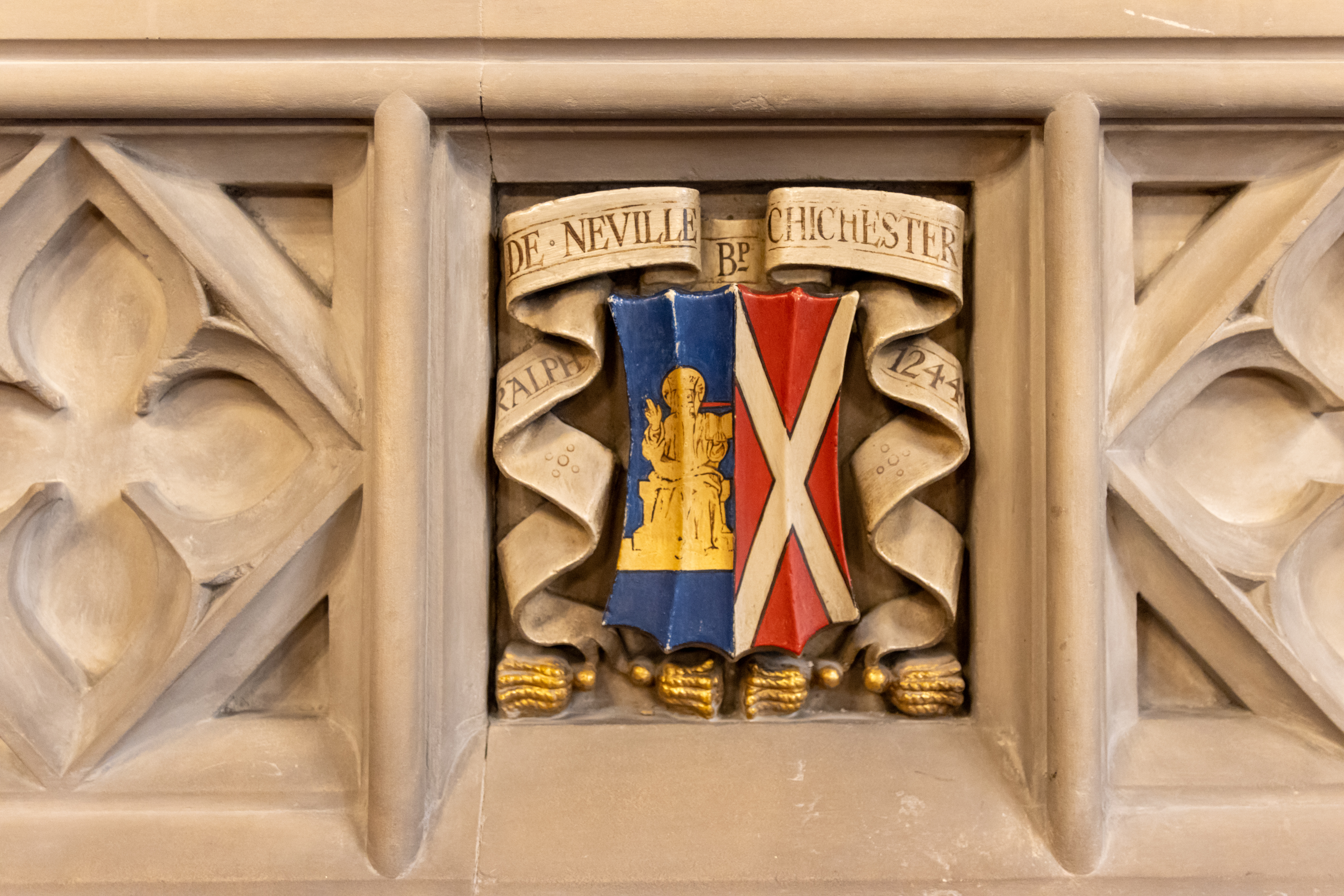
Гравірування та герб над каміном у юридичній школі «Лінкольн Інн», Лондон.

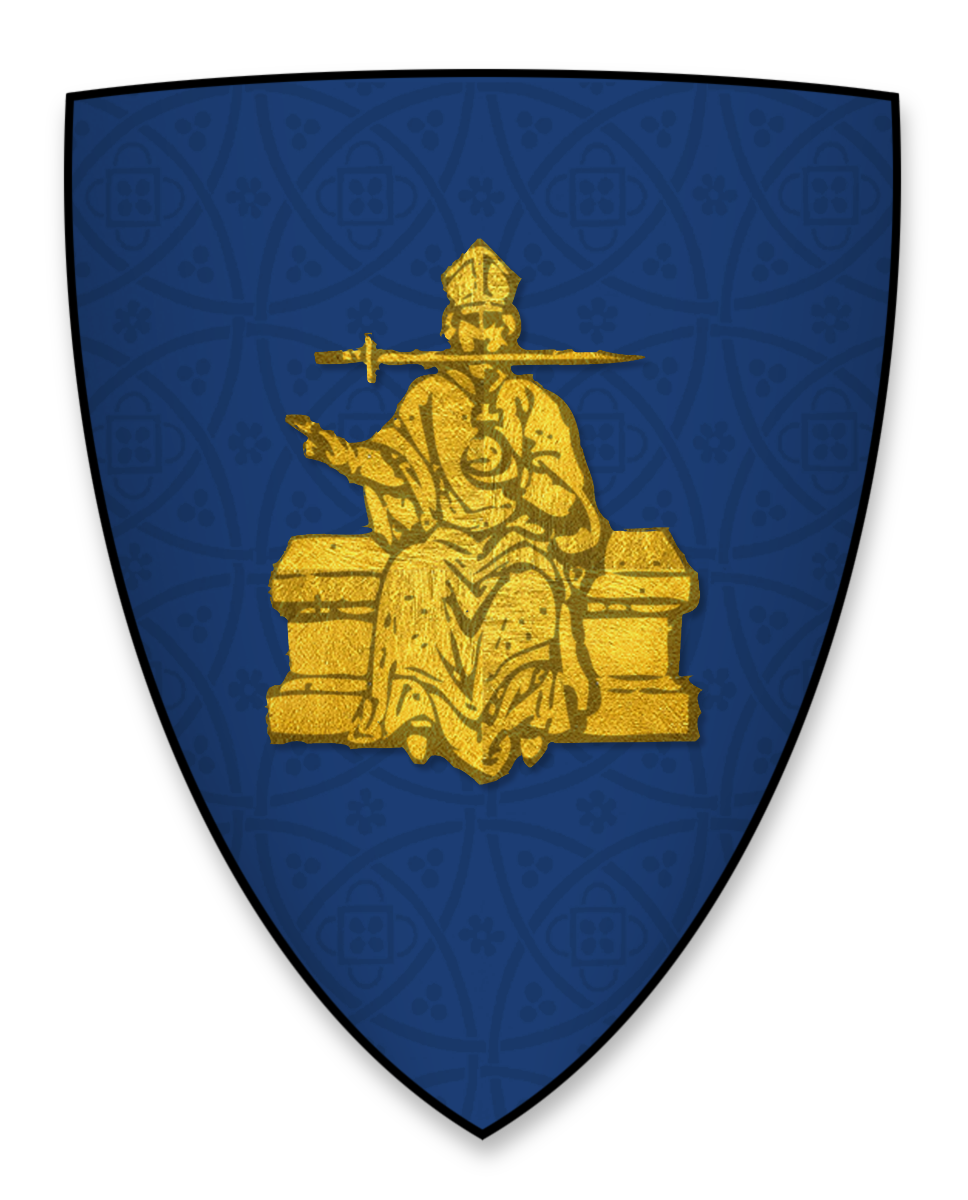
Герб єпископів Чичестеру.

Герб єпископів Вінчестеру.

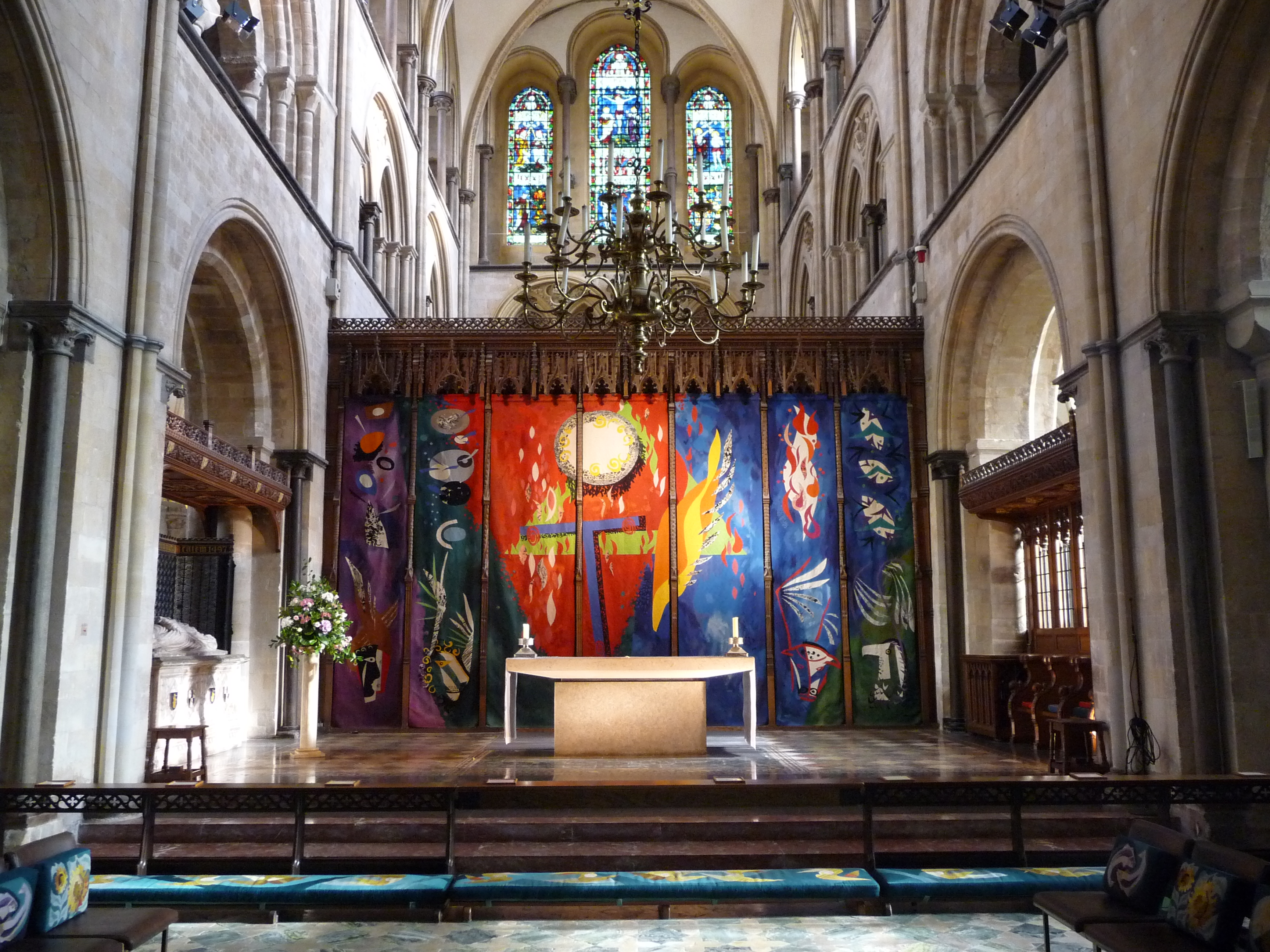
Ральф Невілл був похований за головним вівтарем у Чичестерському соборі.

Ральф Невілл або Ральф де Невілл (англ. — Ralph Neville, Ralf Nevill, Ralph de Neville) (помер 1244) — відомий англійський та ірландський державний та церковний діяч, юрист, священник, суддя, лорд-канцлер Ірландії, єпископ Чичестера, лорд-канцлер Англії.
Ральф Невілл вперше згадується в історичних літописах у 1207 році. Він тоді був на службі у короля Джона І Безземельного і залишався на королівській службі до кінця свого життя. До 1213 року Ральф Невіл опікувався Великою Державною Печаткою Англії, хоча він не був призначений лорд-канцлером Англії, посадою, відповідальною за цю печатку, до 1226 року. Він був нагороджений посадою єпископа Чичестера в 1222 році. Хоча він також ненадовго був обраним архієпископом Кентерберійським і обраного єпископа Вінчестера, обидві ці посади були відкладені або скасовані, і він не обіймав жодної з цих посад [1] [2].
Як охоронець печатки, а згодом як лорд-канцлер, Ральф Невілл був відомий своєю неупередженістю, і він спостерігав за низкою змін у роботі королівської канцелярії. Ральф Невілл був позбавлений Великої Державної Печатки в 1238 році після сварки з королем Генріхом III, але продовжував утримувати титул лорд-канцлера до своєї смерті. Він помер у своєму лондонському палаці, побудованому на вулиці, яку пізніше перейменували на Чансері-Лейн через зв'язок цієї вулиці з королівською канцелярією [1] [2].

## Життєпис

### Походження та ранні роки
Ральф Невілл, що був незаконнонародженим [3], мав принаймні трьох братів: Ніколаса де Невілла, каноніка Чичестерського собору; Вільяма де Невілла, скарбника престолу Чічестера; і Роберта де Невілла, володаря пребенду в Чічестері [4]. Особа їхнього батька невідома [5], але ймовірним братом був Роджер Невілл, що володів землею в Лінкольнширі [3]. Роберт Невілл став канцлером казначейства, а Ніколас — бароном казначейства [6]. Ральф Невілл також був пов'язаний з Г'ю де Невіллем, головним лісничим короля Англії Джона І Безземельного [4].
Ральф Невілл був королівським писарем на службі в короля Джона І Безземельного навесні 1207 року, а в грудні того ж року перебував у замку Мальборо в королівських справах [2]. Більш ранні згадки про Ральфа Невілла, що в 1207 році служив Г'ю де Невіллю, або про Ральфа Невілла, що був капеланом того ж Г'ю де Невілла, можуть стосуватися майбутнього єпископа, але докази щодо цього непереконливі. Г'ю де Невілл і Ральф Невілл згодом працювали разом і листувалися як у ділових, так і в особистих справах. Обидва чоловіки стверджували, що вони родичі [7].
Діяльність Ральфа Невілла в період після 1207 року невідома через відсутність королівських записів, але в грудні 1213 року йому було передано Велику Державну Печатку королівства Англії та Ірландії. Ральф Невілл був деканом Лічфілда до 11 квітня 1214 року, тоді він був пребендіарієм у єпархії Лондона. Ральф Невілл був призначений в королівську канцелярію приблизно в 1214 році, в основному завдяки заступництву Пітера де Роша, єпископа Вінчестерського і одного з фаворитів короля. З березня по жовтень 1214 року Невілл перебував у Франції разом з королем. Після того, як король повернувся до Англії після 1214 року, Ральф Невілл залишався на королівській службі принаймні до травня 1216 року, хоча і без опіки над Великою печаткою. Його діяльність протягом останнього періоду правління короля Джона І Безземельного до раптової смерті короля в жовтні 1216 року невідома.[2][10]

### Служба королю. Посада єпископа Чічестера
Ральф Невілл був хранителем королівської печатки при дворі нового короля Генріха III (правління 1216—1272), приблизно з 6 листопада 1218 року. [12] [13] Він перебував при королівському дворі з травня 1218 року, і йому було передано опіку над печаткою, щойно її було створено [2]. Одним із перших документів, згодом запечатаних, була декларація про те, що жодні хартії чи інші права не будуть надаватися на вічність, доки король Генріх ІІІ не досягне повноліття. Ральф Невілл також був віце-канцлером Англії під керівництвом лорд-канцлера Річарда Марша, що був обраний єпископом Дарема в 1217 році і проводив більшу частину свого часу, займаючись церковними справами у своїй північній єпархії. Фактично, якщо не за посадою, Ральф Невілл відповідав за всі обов'язки лорд-канцлера, і він мав більшу частину повноважень цієї посади [2] [15], хоча Річард Марш продовжував утримувати титул лорд-канцлера Англії до своєї смерті в 1226 році. [12] Коли нестабільність загрожувала королівському уряду в травні та червні 1219 року Пандульф, папський легат, наказав Невілу залишатися в Лондоні з Великою Державною Печаткою, допоки в Глостері відбудеться королівська рада. Рада привела до того, що королівський уряд перейшов під контроль юстиціарія Юберта де Бурга, Пандульфа та Пітера де Роша, єпископа Вінчестера [16].
25 січня 1220 року Ральф Невілл отримав папський дозвіл щодо посад [4] за рекомендацією короля, Стівена Ленгтона, архієпископа Кентерберійського, інших єпископів і папського легата кардинала Гуала Біккері, що свідчили про його хорошу репутацію [18]. Наприкінці жовтня він був призначений канцлером престолу Чичестера [4], але потім був обраний єпископом Чичестера приблизно 1 листопада 1222 року. Йому було надано контроль над тимчасовим єпископством 3 листопада 1222 року, він був висвячений 21 квітня 1224 року [19]. У квітні 1223 року Папа Гонорій III наказав Ральфу Невіллу припинити використання Великої Державної Печатки за наказом юстиції чи інших членів ради меншості, а замість цього робити це лише за наказом короля [20], фактично поклавши край королівській меншості. Але остаточно його повноваження закінчилися лише в грудні 1223 року, і навіть тоді, оскільки король ще не був офіційно оголошений повнолітнім, заборона на дарування посад без фіксованого терміну залишалася в силі [21].

### Лорд-канцлер Англії та Ірландії
17 травня 1226 року Ральф Невіл був призначений лордом-канцлером Англії та Ірландії. Призначення було зроблено великою радою під час неповноліття короля Генріха III, і Ральф Невілл отримав довічну посаду [22]. На відміну від Губерта де Бурга, що втратив свої посади, коли Генріх III досяг повноліття і взяв під свій контроль уряд, Невілл залишався канцлером до 1238 року [15], хоча було зроблено підтвердження довічного характеру його перебування на посаді в 1232 році [24]. Під час владарювання в уряді Ральфа Невілла почали з'являтися перші ознаки того, що канцелярія стає департаментом уряду, а не просто королівським департаментом, який був частиною королівського дому [25]. Історик Метью Паріс хвалив Ральфа Невілла за його дії на посаді лорд-канцлера, стверджуючи, що він ставився до всіх однаково і був прозорим у виконанні своїх обов'язків, що було важливо, оскільки офіс лорд-канцлера контролював доступ до короля [26]. Ральф Невілл спостерігав за низкою змін у канцелярських процедурах, відокремивши рукописи ліберату від листів, закритих у 1226 році, і відновивши зберігання Рукопису Хартії Вольностей у 1227 році. Він також видавав накази за своїм власним повноваженням, так звані writs de cursu («листи звичайні») [2]. Ральф Невілл отримав низку подарунків і привілеїв від короля, будучи лорд-канцлером Англії та Ірландії, включаючи гарантії від захоплення його володінь будь-яким королівським або іншим світським чиновником. Король також погодився не перешкоджати виконанню останньої волі та заповіту Ральфа Невіла [18].
Збережені листи від настоятеля Чичестерського собору благають єпископа приїхати до Чичестера на Великдень, щоб відслужити Великодню месу та вирішити нагальні проблеми в єпархії. Обов'язки Ральфа Невіла як лорд-канцлера не дозволяли йому займатися більшою частиною справ своєї єпархії [27], але він найняв священнослужителів для управління церковними службами своєї єпархії, і загалом його стосунки з його капітулом собору були хорошими. Він найняв учителя теології для свого собору та підтримував учнів у школах Лінкольна, Оксфорда та Дуе [2]. Він працював, щоб захистити права, землі та привілеї своєї єпархії та кафедрального капітула від посягань з боку інших, як світських, так і священнослужителів. Одного разу він погрожував відлучити графа Арундела або людей графа за полювання на землі, яку єпископ вважав своєю [28].
Ральф Невілл був обраний архієпископом Кентерберійським приблизно 24 вересня 1231 року ченцями Кентербері, але його обрання було скасовано на початку 1232 року папою Григорієм IX [2] [29] на тій підставі, що Ральф Невілл був неписьменним, хоча він був визнаний грамотним у 1214 році, коли був призначений деканом; literatus у цьому сенсі означало «вчений», а не «письменний», тобто він був визнаним людиною без вченого звання [30]. Інше занепокоєння полягало в тому, що Саймон Ленгтон, архідиякон Кентерберійський, описав Ральфа Невіла як придворного, а не як справжнього священика, і стверджував, що метою Ральфа Невіла було звільнити Англію від її феодальних зв'язків з папством [2].
Окрім своїх канцелярських обов'язків Ральф Невілл час від часу засідав з баронами казначейства або з королівськими суддями, і він мав певну роль у призначенні королівських суддів. 1230 року він був регентом Англії, поки Генріх ІІІ був відсутній і перебував у Франції [2], під час регентства він зустрівся з Ллівеліном Великим у невдалій спробі домовитися про угоду, яка мала б вирішити суперечки між англійцями та валлійцями [31]. 1232 року, під час подій, пов'язаних з падінням де Бурга, Невілл разом з Ранульфом, графом Честерським, наполягали, щоб де Бурга не витягували з притулку, щоб він зіткнувся з королівськими звинуваченнями проти нього. Прохання Ральфа Невілла деякий час переважали, але зрештою де Бурга було вилучено з притулку [32].
1236 року король спробував позбавити Невіла посади канцлера, на що єпископ відповів, стверджуючи, що, оскільки він був призначений під час королівської меншості за згодою великої ради, лише рада може звільнити його [33]. 1238 року кафедральний капітул престолу Вінчестера обрав єпископом Вінчестера спочатку Вільяма де Ралі на противагу вибору короля Вільяма єпископа Валентського, а коли ці вибори було скасовано, вони обрали Невілла. Його обрання Вінчестером було скасовано в 1239 році [4], що призвело до сварки з Генріхом III [15]. Валанс був дядьком Елеонори Прованської, з якою Генріх одружився в 1236 році. Валанс досить швидко здобув великий вплив на короля і працював над тим, щоб усунути старших королівських чиновників і запровадити реформи в королівській адміністрації. Це, разом із спірними виборами Вінчестера, стало причиною втрати Невіллом  прихильності короля [34]. Незважаючи на те, що Генріх позбавив Невілла опіки над Великою печаткою з 1238 по 1242 рік, Невілл зберіг титул лорд-канцлера до своєї смерті [15], що дало йому право на прибутки, які він зазвичай отримував від служби [35]. Сама Велика Печатка була у розпорядженні низки другорядних чиновників, ймовірно, щоб дати Генріху ІІІ більший контроль над її використанням, запобігаючи встановленню іншого могутнього чиновника, який міг би завадити його планам [36]. Але їм не вистачало влади, якою володів Невілл, що дозволяло йому протистояти королю [37].
1239 року Невіллу, можливо, запропонували опіку над Великою печаткою, але він відмовився. У травні 1242 року Невілл знову був відповідальним за печатку, поки король Генріх ІІІ був у Франції, відповідальність, очевидно, поділена з регентом. Після повернення короля у вересні 1243 року Невілл справді запечатав кілька документів Великою печаткою до своєї смерті. місяців потому [2].

### Смерть
Ральф Невілл помер між 1 і 4 лютого 1244 року [19] у палаці, що він побудував у Лондоні на тодішній Нью-стріт, згодом перейменованій на Ченсі-Лейн, оскільки він був лордом-канцлером Англії та Ірландії. Він був похований у Чичестерському соборі, за головним вівтарем [2]. Після смерті Ральфа Невілла Матвій Паризький описав його як «людину, гідну похвали в усьому, і опору вірності в справах королівства та короля».[38] Деякі положення його заповіту відомі: він залишив деякі коштовності та дорогоцінні камені королю, деякі з його земель були передані його наступникам на посаді єпископа, а інші землі та предмети були заповідані його капітулу собору в Чічестері. Він також заповідав роздати хліб бідним мешканцям Чічестера, цей дар продовжувався і в 20 столітті [2]. Ральф Невілл також заповідав каплицю поблизу Чічестера двом священнослужителям, щоб вони молилися за душу короля Джона [39].

## Твори
Багато листів Ральфа Невіла збереглися, оскільки вони були зібрані ним за життя. Наразі вони знаходяться в Національному архіві Сполученого Королівства, оскільки раніше були частиною Державного реєстру [2]. Листи були опубліковані в томі 3 Sussex Archaeological Collections у 1850 році та були відредаговані Вільямом Генрі Блау [40]. Ральф Невілл зіграв важливу роль у просуванні кар'єри свого брата Вільяма [2], але інші люди, що не були його родичами також скористалися його заступництвом: один із клерків Невіла, Сільвестр де Евердон, був чиновником канцелярії до 1246 року, коли його було обрано єпископом Карлайл [41].